# Ménil-Lépinois
Ménil-Lépinois è un comune francese di 118 abitanti situato nel dipartimento delle Ardenne nella regione del Grand Est.

## Società

### Evoluzione demografica
Abitanti censiti